# Arresøsti
Arresøsti er et komplet stisystem (godkendt af Frederiksborg Amt) omkring Danmarks største sø, Arresø. Stien ligger i Frederiksværk, og stien bevæger sig igennem flere områder: Auverød skov, Auderød Havn, Nordhuse, Arrenæs, Ladegårdssøen, Ågabet, Pøleå, Korset, Vinderød Kirke, Hyttegården, Hovgårds Pynt, Lyngby Mose. og Fulgsanggård. Søstien er ca. 60 km lang inkl. halvøen på Arrenæs. Arresøsti kommer forbi Arresøs største afløb til Roskilde Fjord. 